# Hyalea dividalis
Hyalea dividalis là một loài bướm đêm trong họ Crambidae.